# Nephotettix virescens
Cicadelle verte orientale du riz
Espèce
Synonymes
Selon CABI :
- Cicada bipunctata (Fabricius)
- Nephotettix bipunctata Fabricius
- Nephotettix bipunctatus (Fabricius)
- Nephotettix impicticeps Ishihara
- Nephotettix oryzii Mahmood & Aziz
- Nephotettix yapicola Linnavuori
- Selenocephalus virescens Distant

Nephotettix virescens, communément appelé la Cicadelle verte orientale du riz, est une espèce d'insectes hémiptères de la famille des Cicadellidae, originaire d'Asie du Sud et du Sud-Est. C'est un insecte suceur-piqueur qui se nourrit du phloème des plantes. 
Nephotettix virescens est le vecteur de maladies infectieuses du riz : le tungro du riz causé par deux espèces de phytovirus, le jaunissement transitoire du riz, dû au Rice transitory yellowing virus (RTYV, Rhabdoviridae), et des maladies imputables à des phytoplasmes :  le nanisme jaune du riz (RYD, Rice yelow dwarf), causé par  Candidatus Phytoplasma oryzae, et la feuille orange du riz (ROL, Rice orange leaf) causée par un autre phytoplasme (Candidatus Phytoplasma asteris (16SrI) group),.

## Description
Les œufs, de forme cylindrique et de couleur blanchâtre ou jaune clair,  deviennent ensuite bruns avec des taches oculaires rouges.
Les nymphes sont jaune clair avec de petites épines sur la face dorsale des segments abdominaux.
Les adultes de forme générale élancée, sont de couleur verte et peuvent présenter des marques noires sur la tête ou sur les ailes. 
Ces insectes se trouvent généralement en petit nombre sur le limbe des feuilles et se nourrissent dans la partie supérieure des feuilles du riz.

## Plantes hôtes
La cicadelle verte orientale du riz parasite principalement le riz cultivé (Oryza sativa), mais aussi certaines espèces de graminées et cypéracées sauvages ou adventices, notamment Cyperus esculentus, Panicum sp., Poa sp. 

## Distribution
L'aire de répartition de Nephotettix virescens s'étend en Asie du Sud et du Sud-Est dans les pays suivants : Bangla Desh, Birmanie, Cambodge, Chine, Inde, Indonésie, Laos, Malaisie, Philippines, Sri Lanka, Taïwan, Thaïlande, Viêt Nam.  